# ألفرد كونور بومان
ألفرد كونور بومان (بالإنجليزية: Alfred Connor Bowman)‏ هو محامي أمريكي، ولد في 18 ديسمبر 1904، وتوفي في 2 أغسطس 1982.